# 基爾臣·迪·卡華路·蘇亞雷斯
基爾臣·迪·卡華路·蘇亞雷斯，（英語：Geílson de Carvalho Soares，1984年4月10日—），巴西职业足球运动员，现效力于帕拉尼恩斯。

## 榮譽
- 南里奧格蘭德州聯賽: 2004
- 聖保羅州聯賽: 2006

## 合約
- 2007年8月31日至2010年8月30日

## 連結
- （葡萄牙文） furacao
- （英文） sambafoot
- （葡萄牙文） CBF